# Charles de Beaumont

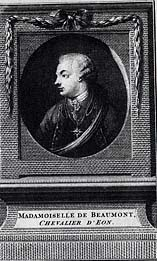
Mademoiselle de Beaumont. Chevalier d'Éon
[Señorita de Beaumont. Caballero d'Eon] (grabado).

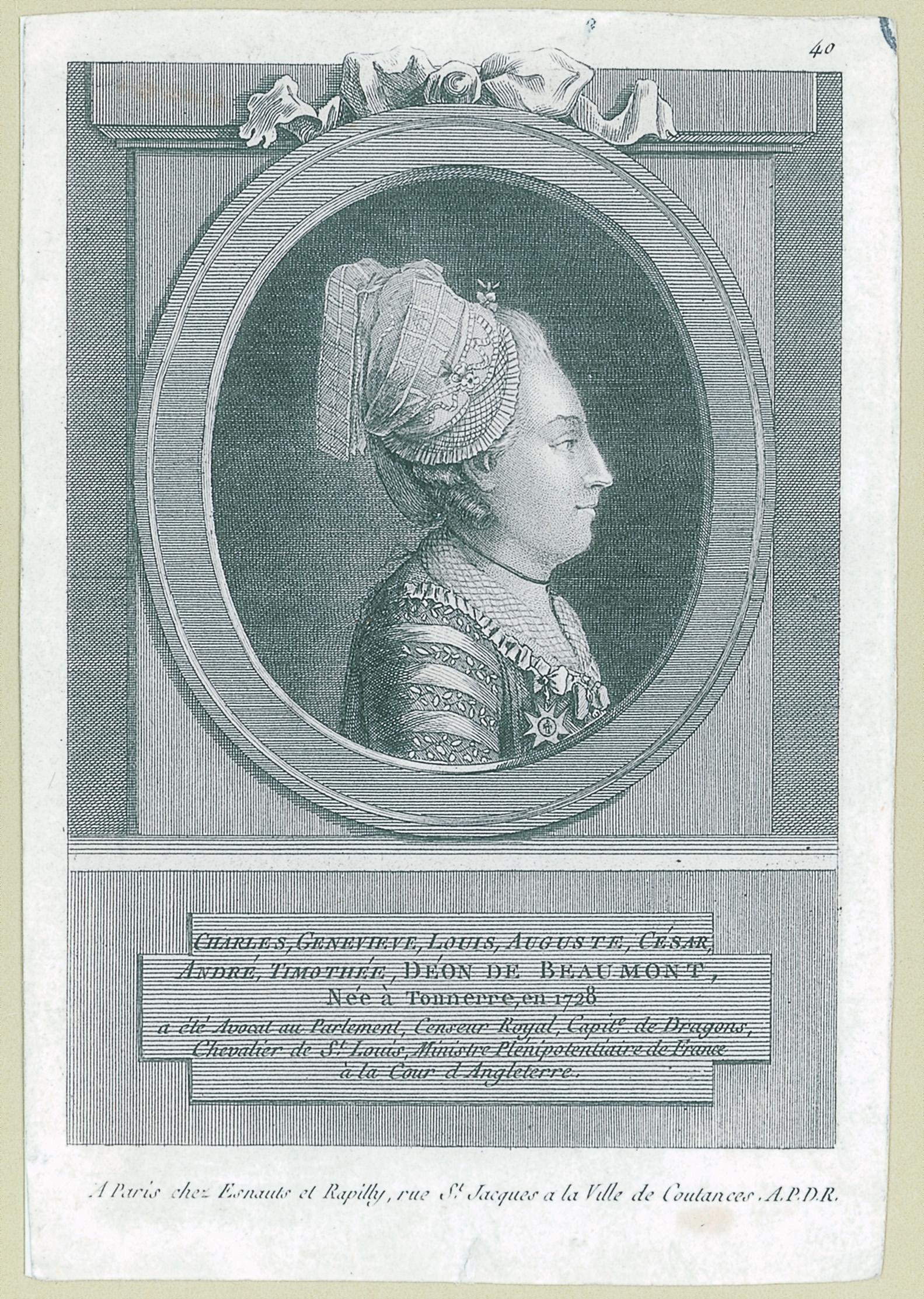
Mademoiselle de Beaumont, chevalier d'Éon.

Charles-Geneviève-Louis-Auguste-André-Thimothée d'Éon de Beaumont, también conocida como Chevalier d'Éon o Mademoiselle Beaumont (Tonnerre; 5 de octubre de 1728 - Londres; 21 de mayo de 1810) fue un diplomático, espía, oficial y persona de letras al servicio de Luis XV. Destacó por sus misiones de inteligencia, decisivo para que Rusia pasara al bando francés al comienzo de la guerra de los Siete Años. Pero especialmente se le recuerda por el enigma que constituyó su verdadero género. En todo caso pasó sus primeros 49 años identificándose como hombre, mientras que a partir de 1777, pasó sus últimos 33 años como una mujer. Escribió ensayos muy diversos, como: Mémoire sur l'utilité de la culture des mÛries et de l'éducation des vers à soie en France

## Biografía

### Orígenes familiares
Si hemos de creer la genealogía revisada y verificada en 1775 que Chevalier d'Éon hizo publicar en 1779, sus orígenes estarían en Bretaña del mismo linaje que el de "los Senéchal" de Bretaña, esto supuso las protestas del conde de Kercado y el marqués de Molac, sosteniendo que el nombre "d'Éon" nunca había existido en Bretaña, llegando a citar a Chevalier en París para que probara los hechos que había expuesto o se retractase. Dos sentencias, publicadas en el n.º 39 du Mercure de France en 1780, dictadas por el Châtelet de París sobre este litigio el 27 de agosto de 1779 y tras la apelación de Chevalier d'Éon, el 22 de agosto de 1780, dejaron a Chevalier en posesión indiscutible de extraer sus orígenes de los Éon de Bretaña.
Se dice que Chevalier es descendiente del famoso hereje del siglo XII, Eón de la Estrella, condenado en 1148 por el concilio de Reims, que abandonó Bretaña y recorrió las diócesis de Sens, Reims y Langres, acompañado de varios parientes convertidos en sus discípulos. Tras la condena sus familiares decidieron no regresar a Bretaña, instalándose algunos en Ravières y formando la rama de donde procedía Chevalier, conservando esta rama de la familia dentro de su distintivo familiar las tres estrellas de oro y añadiendo un gallo sosteniendo en su pata diestra un corazón flameante de gules, que simboliza la vigilancia y el entusiasmo de Eón de la Estrella, con su lema: vigil et audax.
La genealogía por filiación de esta familia comienza con Robert d'Éon, conocido como Molesmes, nacido en 1309, sin poder remontarse más atrás con pruebas suficientes a causa del incendio general que consumió totalmente la ciudad de Tonnerre (Yonne) el 8 de julio de 1556. François-Alexandre Auber de la Chenaye-Desbois publicó en 1865 íntegramente la obra de La Fortelle publicada en 1779 actualizada y completado por el mismo manifestando que la línea  agnaticia de los descendientes conduce en 1576 a André d'Éon nacido en Ravières.
Más recientemente, Jean-Robert Blot ha emprendido, gracias a las fuentes ahora disponibles, la verificación de los trabajos de La Fortelle establecidos y redactados en vida de Chevalier, donde se encuentra un certificado de nobleza que le concierne. Concluye que la genealogía que remonta a Eón de la Estrella es falsa y añade que el patronímico Deon es frecuente en la región de Ravières. Para Blot el antepasado atestiguado de esta familia es André Deon, de familia burguesa que ascendería en la sociedad de Tonner y no lograría conseguir la nobleza hasta 1668.

### Juventud
Charle-Genevière d'Éon cuenta en su autobiografía, Les Loisirs du Chevalier d'Éon de Beaumont, que nació "Peinado" y con el sexo oculto. Su padre Luois Déon de Beaumont, fue abogado del parlamento de París, consejero del rey, alcalde electo de Borgoña de Tonnerre, subdelegado de la intendencia de París e inspector ambulante de la hacienda de rey, su madre, Françoise de Charanton, era hija de un comisario general de los ejércitos español e italiano.
Comenzó sus estudios en Tonnerre y en 1743 se trasladó a París, a casa de su tío Michel d'Éon de Germigny, para continuar en el prestigioso colegio Mazarin, licenciándose en derecho civil y canónico en 1749, a los veintiún años y coinvirtiéndose según la tradición familiar en abogado del parlamento de Pría en 1748, con una dispensa de edad. Pensó entrar en las órdenes demostrando su talento en la equitación y la esgrima llegando a ser reconocido como uno de los primeros espadachines de Francia. Al mismo tiempo, escribió mucho y comenzó a publicar, en 1753, Considérations historiques et politiques.
Además destacaba en lo social, creando una red de relaciones entre los cuales se encontraba el príncipe de Conti, primo de Luis XV, que le nombró censor real de Historia y bellas artes como responsable de la censura real. D'Éon se ganó especialmente el favor del príncipe, editando o haciendo, sus coplas y madrigales.

## Carrera profesional
Charles-Geneviève d'Éon fue reclutado en el "Secret du Roi". Este gabinete negro, creado por Luis XV, está considerado como la primera estructura de servicio secreto verdaderamente organizada y permanente de Francia. Llevó a cabo una política exterior paralela a la diplomacia oficial y, en ocasiones, muy diferente a ella. Los demás consejos reales desconocían su existencia, incluido el de "Asuntos Exteriores". También en el extranjero, por supuesto. D'Eon es, por tanto, considerado uno de los primeros espías franceses. Estos agentes eran libres de conseguir sus fines por los medios que eligieran, aunque fueran ilegales. El gabinete estaba encabezado por el Príncipe de Conti y luego por el Conde de Broglie. Entre ellos, el mariscal de Noailles, Vergennes, Breteuil y Beaumarchais.

### San Petersburgo
Según algunas fuentes, d'Éon fue reclutado en el servicio secreto por el propio rey, que lo conoció en un baile de disfraces mientras d'Éon llevaba la apariencia de una dama, el monarca fue seducido por esta bella persona. Cuando se dio cuenta de que era un hombre, pensó que con este disfraz podría acercarse a la zarina Isabel I sin atraer sospechas. Era junio de 1756 y comenzaba la guerra de los Siete Años. La misión de Chevalier d'Éon consistió en convencer a la soberana de formar una alianza con Francia. Bajo el nombre de Lia de Beaumont, logró acercarse a ella, se convirtió en su lectora y consiguió defender la causa francesa en la corte rusa con más eficacia que los embajadores oficiales.
La realidad es que lo más probable es que hubiera sido reclutado por el príncipe de Conti y enviado a la corte rusa como secretario de embajada.
En San Petersburgo, la zarina daba bailes de disfraces en los que se invertían los papeles: los hombres debían ir vestidos de mujer y viceversa. Sin duda, D'Éon se complacía en travestirse, y  su aspecto andrógino (complexión esbelta, ausencia de barba) le permitía desconcertar a todo el mundo. D'Éon se convirtió rápidamente en amigo de muchos de los familiares de la zarina, así fue como poco a poco fue sumando consejeros anglófilos a la causa francesa, mientras que los diplomáticos franceses que llegaban en delegaciones oficiales eran recibidos con desconfianza y rechazo desde hacía meses.
Volvió a San Petersburgo de 1758 a 1760 como secretario de la embajada, consiguiendo una nueva alianza entre reinos y fue recompensado con el título de capitán de dragones. Charles-Geneviève participó en las últimas campañas de la guerra de los Siete Años, donde fue herido. Dejó el ejército en 1762 para convertirse en agente secreto.

### Londres
Tras dejar el ejército Charles-Geneviève fue enviado a Londres como "secretario de la embajada francesa para la conclusión de la paz general" acompañando al embajador, el duque de Nivernais, para la redacción del tratado de paz de París, firmado el 10 de febrero de 1763, poniendo fin a la guerra de los siete años. Francia había sido derrotada por Inglaterra, que quería apoderarse de la mayor parte del imperio colonial francés, y se trataba de concluir un tratado lo menos desfavorable posible. D´Éon contribuyó a a ello. Durante una de sus borracheras, consiguió robar a un negociador inglés un documento con la lista de las máximas concesiones que su país estaba dispuesto a hacer. Nuevamente obtuvo una condecoración, la de la orden real y militar de San Luis, una de las más altas distinciones de la época. Su siguiente misión consistía en idear un plan para invadir Gran Bretaña, mantuvo a las más altas autoridades del proyecto en cartas secretas y codificadas. La misión fue pausada cuando enfermo el duque de Nivernais ya que Chevarier regresó a París y ocupó su lugar de forma interina.
D'Éon organizó suntuosas recepciones, invitó a toda la gente importante del reino de Inglaterra y acuden en masa, Chevalier es tan encantador y el rey Jorge III lo adoraba. Recordemos que, al mismo tiempo, d'Éon estaba preparando una invasión de su país. Pero en París su estilo de vida se consideró demasiado extravagante ya que dilapidó el presupuesto anual de la embajada en pocos meses. Cuando solicitó un aumento de dicho presupuesto, el ministro de Asuntos Exteriores, Étienne-François de Choiseul, se negó. Por primera vez, d'Éon fue repudiado por el poder real. El conde de Guerchy tomó su cargo y él se convirtió en secretario como ministro plenipotenciario. El odio entre d'Éon y Guerchy era conocido desde la guerra de los siete años, y cada cual formó un su bando en la embajada francesa, comenzando una guerra de libelos.
Luis XV que ya había renunciado al plan de invadir Gran Bretraña y apoyaba al conde de Guerchy como embajador, destituyó a Chevalier el 4 de noviembre de 1763 de sus funciones en la embajada y solicitó su extradición a las autoridades inglesas, estas decidieron negarse para así aprovecharse del conflicto que se estaba haciendo público. Chevalier d'Éon en protesta al rey y al conde, reveló parte de su correspondencia a las autoridades británicas protegiéndose de los ataques de Guerchy. Durante un juicio, un testigo reveló que el embajador había intentado envenenar a su ex secretario durante una comida. En 1767, en otro juicio, los tribunales ingleses dieron la razón a Chevalier, que reanudó sus funciones y volvió a recibir pensión. D'Éon pasó el resto de sus días en Londres viviendo como una mujer con un amigo.

### Género
Una vez que Chevalier d'Éon cayó en desgracia, sin poder ni funciones, fue ignorado por la alta aristocracia. Por eso, muchos historiadores piensan que, para que la gente se fijara de nuevo en él, se le ocurrió provocar un escándalo disfrazándose de mujer pretendiendo que siempre había sido una mujer, volviendo a ser el centro de atención y de conversación. En la embajada francesa se intentó inmediatamente aprovechar la "locura" de Chevalier, lo que alimentó los libelos de Treyssac de Vergy y Ange Goudar.
Inmediatamente, varios rumores sobre su sexualidad se extendieron por todo Londres. En las gacetas británicas florecieron las caricaturas del caballero, que fue bautizado como "Epiceno d'Éon". En la capital se hicieron apuestas sobre su sexo. Un juicio entre dos apostadores terminó -después de escuchar a varios testigos, pero no al caballero- con el siguiente veredicto: era una mujer.
En 1774, Luis XV exigió a d'Éon que pusiera fin a los rumores que desacreditaban la Embajada de Francia, declarando de una vez por todas su verdadero sexo. Chevalier respondió con una declaración en la que afirmaba solemnemente que era una mujer. Esta certificación fue validada por varios médicos aunque como se negó a desnudarse, tuvieron que contentarse con palparlo para determinar su opinión.
Se han propuesto varias lecturas para interpretar este comportamiento: psicológicas, incluso psiquiátricas ("delirio narcisista"), políticas: un deseo de venganza, de ridiculizar al país que lo despidió y luego intentó matarlo. No se han encontrado testimonios de aventuras con hombres por lo que no se puede saber su identidad sexual, se ha barajado la posibilidad de un caso de travestismo o eonismo, término denominado así en honor a Charles de Beaumont.
En 1775, el dramaturgo y miembro del Secreto del Rey, Pierre-Augustin Caron de Beaumarchais, fue enviado a Londres por el nuevo rey de Francia, Luis XVI, para recuperar todos estos documentos, cartas, planos y libelos en poder de Charles d'Èon. Tras muchas vueltas, y después de catorce meses de negociaciones, se concluyó una transacción de más de veinte páginas, que estipulaba la entrega de todos los documentos sensibles. Además d'Èon, al que Francia consideraba ahora una mujer, no debía dejar nunca más sus ropas femeninas. A partir de entonces se llamaría Mlle Éon, a cambio de lo cual se le concedió una renta vitalicia. Furioso, abandonó Londres el 13 de agosto de 1777 y se presentó ante la Corte con su uniforme de capitán de dragones. Una orden emitida el 27 de agosto de 1777 por el Rey le ordenó "dejar el uniforme de dragón que seguía usando y retomar la ropa de su sexo, con la prohibición de aparecer en el reino con cualquier cosa que no sea ropa de mujer".

### Últimos días
En noviembre de 1785 volvió a Londres donde se produjo el asalto a las armas entre d'Éon y el Caballero de Saint-George, que había llegado a Inglaterra. Este asalto tuvo lugar en Carlton House el 9 de abril de 1787, a petición expresa del príncipe de Gales, Jorge Augusto de Hannover, el futuro Jorge IV. Consistió en una hazaña deportiva entre dos esgrimistas acostumbrados a disparar juntos en la misma sala. El cuadro de Alexandre-Auguste Robineau El combate de esgrima entre el Caballero de Saint-George y d'Éon fue encargado por el Príncipe de Gales para inmortalizar el acontecimiento.
El 10 de mayo de 1792 incluso envió una petición a la Asamblea Legislativa Nacional en la que, apoyándose en un decreto de la Asamblea Constituyente, solicitaba ser restituido en su rango y entrar en servicio:
La comisión militar no tomo ninguna medida al respecto y Èon permaneció en Londres, donde su situación se volvió cada vez más precaria. Se confiscaron sus propiedades en Francia, se vendieron los muebles de su casa de Tonnerre y se incautaron los papeles que guardaba en un armario de hierro oculto. Lo único que le quedaba para vivir era una pensión de 200 libras esterlinas que le concedió Jorge III. Tuvo que renunciar a su biblioteca. Siguió batiéndose en duelo hasta los 68 años, a pesar de su sobrepeso. El 26 de agosto de 1796, en Southampton, durante un duelo público, fue gravemente herido.
En 1804 firmó un contrato para publicar su autobiografía, pero se vio afectado por la parálisis tras una caída por un ataque de apoplejía. Vivió en la miseria durante otros cuatro años, los dos últimos postrado en una cama, antes de morir a los 81 años el 21 de mayo de 1810 en Londres.

## Eonismo
El eonismo se refiere a la inversión estético-sexual que corresponde a la necesidad que sienten algunos hombres de adoptar prendas o comportamientos sociales considerados como femeninos.
Dos enfoques del eonismo prevalecen: el psicólogo Havelock Ellis consideraba que el eonismo es la primera etapa de la inversión sexual, que se expresa simbólicamente a nivel de la ropa. El psiquiatra Angelo Hesnard considera que el eonismo es un medio de apropiación de la imagen de la mujer a través del travestismo y puede conducir a una forma de perversión sexual. En algunas prácticas sexuales, sobre todo en el fetichismo, el eonismo es un potente estimulante. Por ello, Chevalier d'Èon es considerado por la comunidad LGBT como el "patrón de los travestis".
También se mencionan el síndrome de Kallman, la insensibilidad a los andrógenos, el síndrome de Klinefelter y el travestismo para explicar su ambigüedad sexual.